# Lemberk
Lemberk (německy Lämberg) je hrad přestavěný na zámek u Jablonného v Podještědí v Libereckém kraji. Nachází se tři kilometry od města v katastrálním území Lvová. Zámek ve správě Národního památkového ústavu je v návštěvních hodinách od dubna do října přístupný veřejnosti. Zámek Lemberk spolu s nedalekým Bredovským letohrádkem získal s účinností od 1. ledna 2002 status národní kulturní památky.
Hrad byl založen před polovinou 13. století, a patří tak mezi nejstarší šlechtické hrady v Čechách. Původně se jednalo o hrad bergfritového typu, ale při renesančních přestavbách zahájených Jindřichem Berkou z Dubé většina gotického zdiva zanikla, a jediným výrazným pozůstatkem hradu je okrouhlý bergfrit.
Na hradě pobývala v první polovině 13. století Zdislava z Lemberka, která byla prohlášená v roce 1995 za svatou.

## Historie

### Hrad

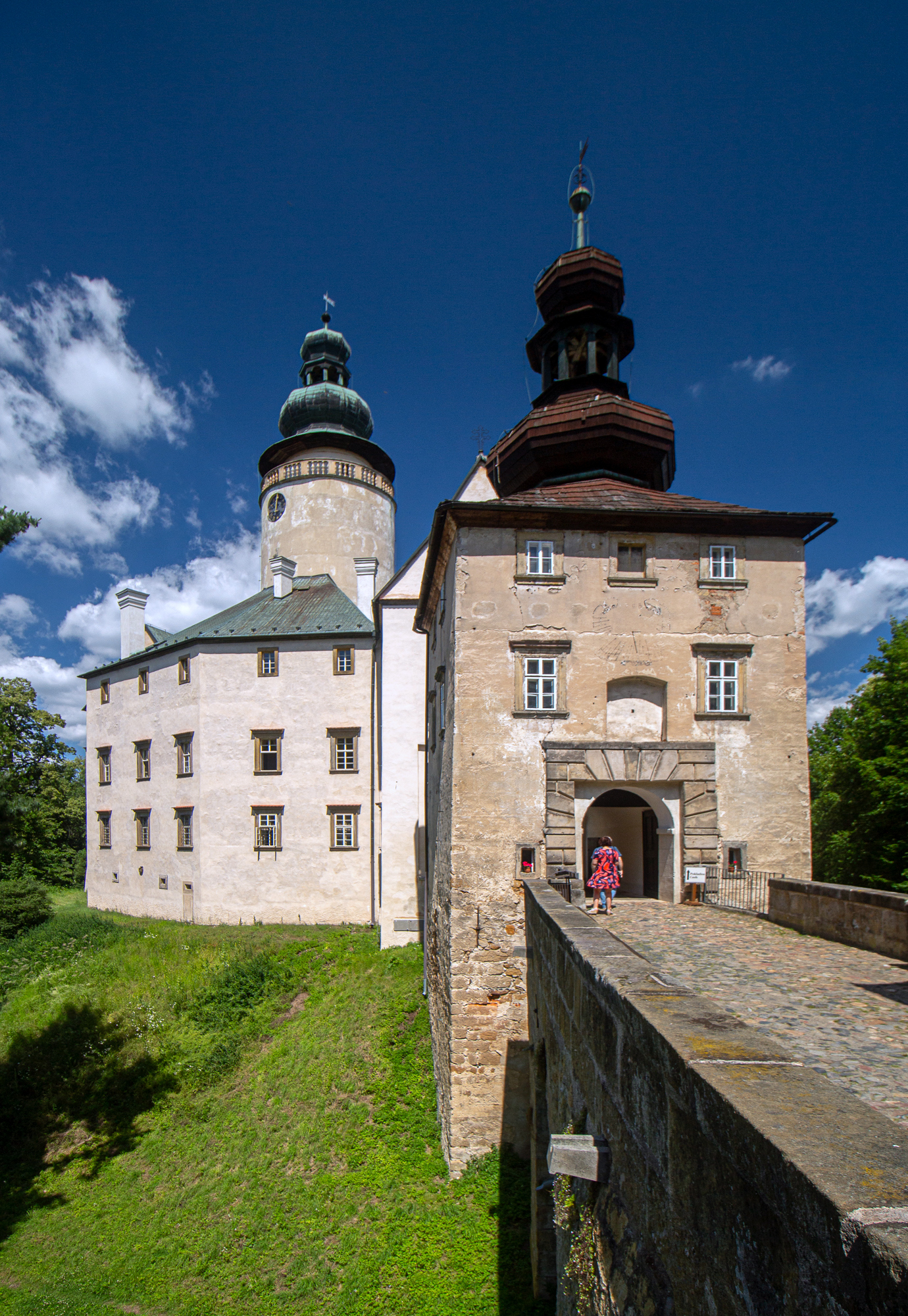
Branská věž, vstupní část zámku

Zdejší území získal za své služby panovníkovi v první třetině 13. století Havel z Lemberka, pocházející z rodu Markvarticů. Stal se tak zakladatelem rodu Lemberků. Založil tu několik osad a také kolem roku 1240 hrad s tehdy moderním jménem Löwenberg. Lva měl i na svém erbu. Jméno hradu si obyvatelé počeštili. Pobývala zde i Zdislava z Lemberka, blahoslavená papežem Piem X. roku 1907 a v roce 1995 prohlášena za svatou Janem Pavlem II.
První listinné důkazy o existenci hradu pochází z let 1241 a 1244 (nepřímé). Jistý je záznam z roku 1249, kdy Havel z Lemberka a Jablonného použil název hradu ve svém přídomku. Hrad byl několikrát přestavován, takže původní podobu dnes neznáme. V roce 1408 vlastnil hrad Gottfried Haugvic z Lemberka a roku 1427 jej obsadili husité pod vedením Aleše ze Žemberka. Roku 1430 převzal panství rod Berků z Dubé. Jeden ze čtyř bratrů prodal Lemberk roku 1471 Hanušovi Elsnicovi z Elsnic a jeho dědicům. Elsnicové drželi hrad do roku 1510 a v dalších desetiletích se zde střídali majitelé (např. rod pánů z Donína) a drancující vojáci. V roce 1518 panství s hradem koupil Vilém z Ilburka, fojt z Horní Lužice. Panství bylo v tehdejších listinách popsáno jako zubožené, a čtyři z někdejších šesti vesnic byly zcela pusté. Další z vlastníků Kurzbach z Trachenberka dokázal vsi obnovit a založit i další. Po něm panství získal Jindřich Berka z Dubé.

### Zámek

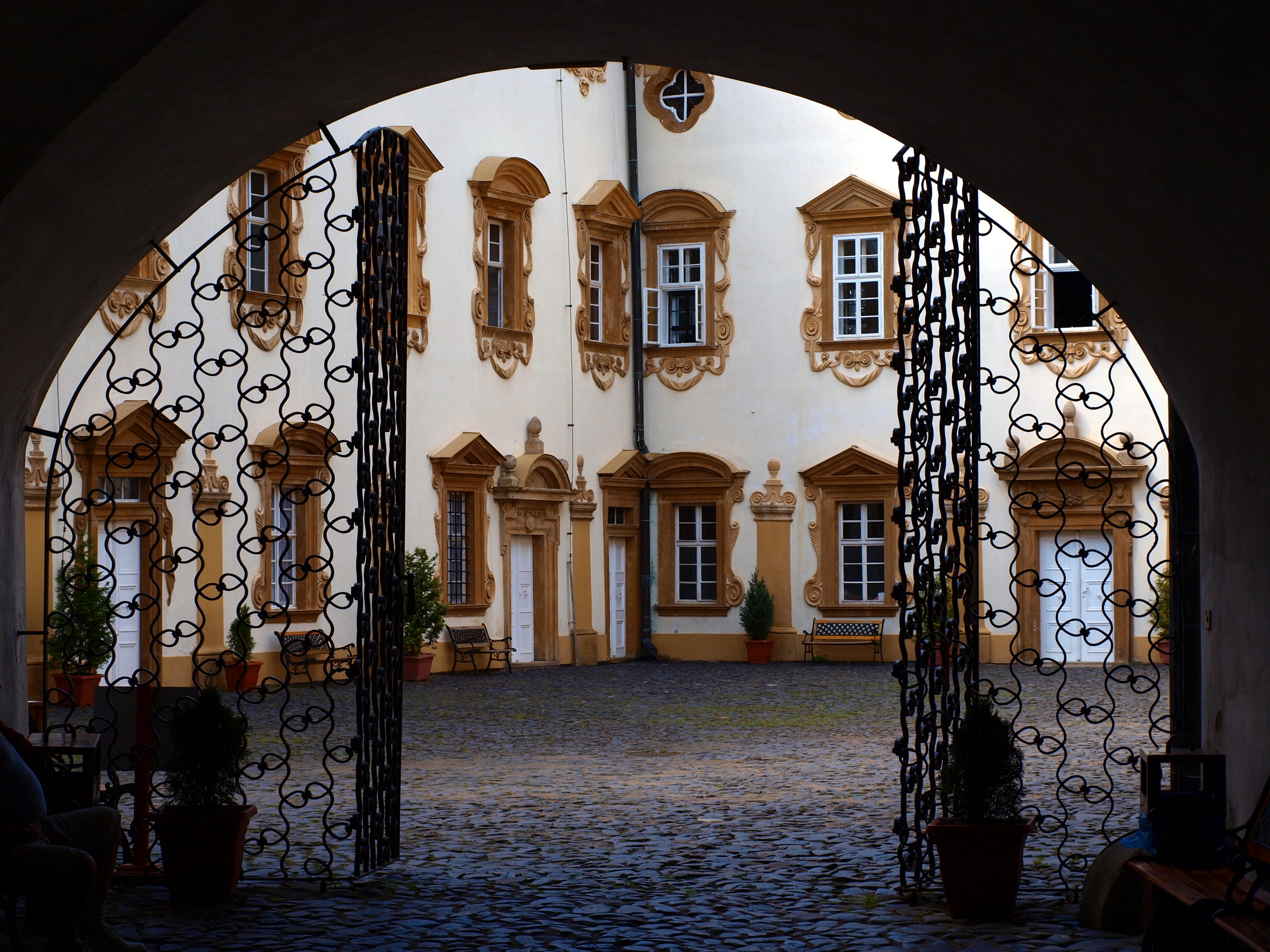
Průhled do zámeckého nádvoří

Po roce 1550 došlo k přestavbě hradu na renesanční zámek. Z původních zdí však bylo zachováno velice málo, byly pobořeny i při této přestavbě, ucelená je jen část okrouhlé věže v jižní části hradu. Došlo ke stavbě zámeckého křídla v renesančním slohu, které bylo počátkem 17. století pány z Donína zvýšeno o další, druhé patro. Byl zde upraven dřevěný, bohatě vyzdobený kazetový strop a sál byl pojmenován jako Sál bajek. Sňatkem barona Jana Rudolfa z Bredy s Kateřinou z Donína přešel zámek roku 1634 na rodinu Bredů. Páni z Bredy zámek upravovali podle italských a holandských vzorů. V dalších dobách byl zámek stále vylepšován, rozšířen o kapli Seslání Ducha svatého, rytířský sál a další zámecké křídlo.
Roku 1726 od Bredů koupil zámek hrabě Filip Josef z Gallasu. Neměl mužské potomky, a proto odkázal veškerý majetek včetně Lemberka svému synovci svobodnému pánovi Kristiánu Filipovi z Clamu, který ke jménu šlechtického rodu přidal také jméno zděděného rodu a tím vznikl rod Clam-Gallasů. Zámek Lemberk vlastnili Clam-Gallasové až do roku 1930, kdy zemřel poslední mužský člen tohoto rodu, Franz Clam-Gallas. Lemberk poté zdědila jedna z jeho sedmi dcer, Gabriela, provdaná za prince Adolfa z Auerspergu.
V roce 1945 byl zámek patřící rodině Auerspergů státem vyvlastněn tzv. Benešovými dekrety.

## Stavební podoba
Nejlépe dochovanou částí původní hradu je válcová věž s průměrem 8,5 metru. Spodní úroveň věže má vnější polygonální půdorys, ale odpovídající interiér s kosočtverečným půdorysem zasahuje asi o 80 centimetrů výše až do okrouhlé části. Suterén věže je nepřístupný a nachází se 2,4 metru pod úrovní nádvoří. V době baroka byl zaklenut segmentovou klenbou a snad ve stejné době vznikl vstup do zvýšeného přízemí přímo z nádvoří. Původní vstup do věže se nachází na severovýchodní straně 8,5 metru nad nádvořím.
Vnitřek věže v úrovni původního vstupu je okrouhlý. Ve zdi je patrný ústupek pro uložení zaniklé podlahy druhého patra nebo pro ukotvení komunikační konstrukce. V dochovaném stavu je vstupní prostor je zaklenutý kupolí. Do dalšího patra vede schodiště v tloušťce zdiva, na které se vstupuje hrotitým portálkem, přístupným kdysi pouze po žebříku. V horním podlaží prolamuje vnější zeď věže další hrotitý portál, který snad mohl původně vést na ochoz. Plechová helmice je barokní a pochází z roku 1754.

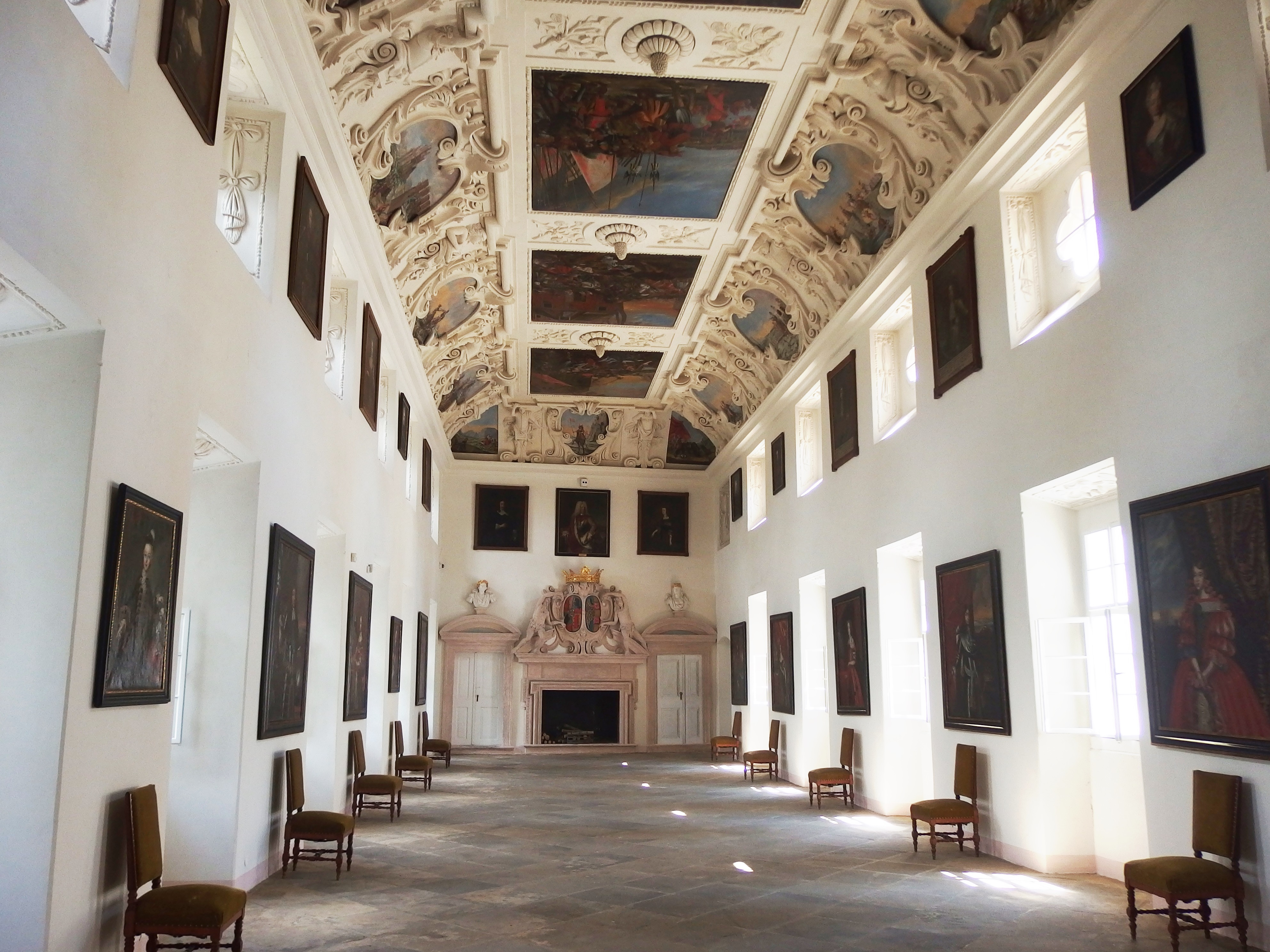
Velký sál v severním křídle

Ostatní části hradu zanikly při jeho přestavbě na renesanční zámek. Patřil k nim obdélný palác v jižní části dispozice, jehož existenci doložil archeologický výzkum. K opevnění patří dva bastiony postavené za Bredů po třicetileté válce.
Vstup do zámeckého areálu umožňuje dvoudílná raně barokní brána v ohradní zdi. Za ní se nachází šíje, po jejíž pravé straně stojí prostá jednopatrová stavba z 16. století. Do vlastního zámku vede bosovaný portál brány v renesanční hranolové věži se šindelovou cibulovou střechou. Omítky přízemí a prvního patra věže zdobí sgrafitová rustika. Ve druhém patře chybí, protože jeho zdivo bylo až do 17. století hrázděné. Další brána se nachází ve stěně východního zámeckého křídla zámku. Původně se uzavírala padacím mostem, ale příkop byl zasypán.

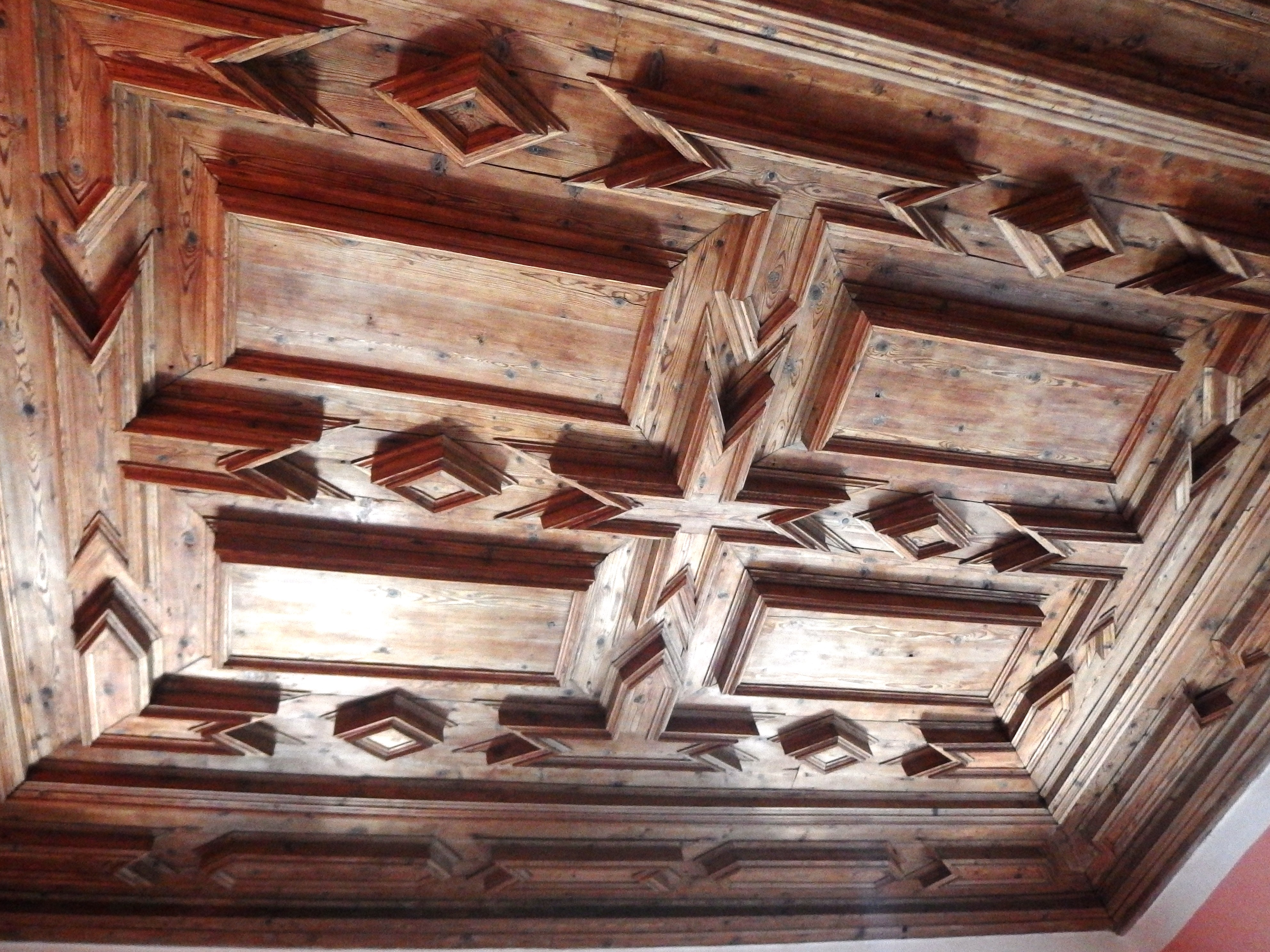
Kazetový strop

Fasády zámku prolamují většinou obdélná podvojná okna, na nádvoří lemovaná zdobnými štukovými rámy ze druhé poloviny 17. století. V úrovni přízemí se na fasádě nachází štukové pilastry, které naznačovaly podporu portrétních bust. Západní křídlo zámku obsahuje čtyři místnosti s plastickými nástropními štukaturami původem ze 17. století. Štuky byly v letech 1904–1910 opraveny a doplněny J. Dukátem z Jablonného. Součástí křídla je jídelna s kazetovým stropem zdobeným motivy Ezopových bajek z první poloviny 17. století. Ve východním křídle se nachází schodiště do vyšších pater. Jádrem severního křídla je valeně klenutý sál se štukovými kartušemi, nástropními malbami na plátně a šestnácti freskami ze 17. století. Fresky obsahují výjevy ze třicetileté války, ale byly znehodnoceny přemalováním v 19. století.
V sousedství věže je obdélná kaple svatého Ducha s bočními oratořemi. Výzdobu kaple tvoří raně barokní ornamentální a figurální nástěnné štuky. Nástropní malby Nanebevstoupení Krista a Nanebevzetí Panny Marie jsou z 19. století a překryly starší barokní malby.

## Turistika
| Rok  | Počet návštěvníků |
| ---- | ----------------- |
| 2015 | 31 671            |
| 2016 | 34 254            |
| 2017 | 33 515            |

Zámek stojí necelý jeden kilometr od Lvové s železniční zastávkou na trati z Liberce do České Lípy. Vede k němu zeleně značená turistická trasa z Jablonného do Lvové. Souběžně s železniční tratí vede frekventovaná silnice I/13 a evropská silnice E442. Záchytné parkoviště se nalézá pod zámkem v někdejším hospodářském dvoře (dnes ruiny obvodových zdí). Na kopci, v sousedství Lemberka, se nachází Bredovský letohrádek, chráněná lipová alej (na zelené značce) směrem k Markvartu a Markvarticím. Trať i silnici od kopce zčásti oddělují Dvorní a Pivovarský rybník a spolu s obcí se nalézají na okraji (avšak mimo) chráněné krajinné oblasti Lužické hory.

### Expozice

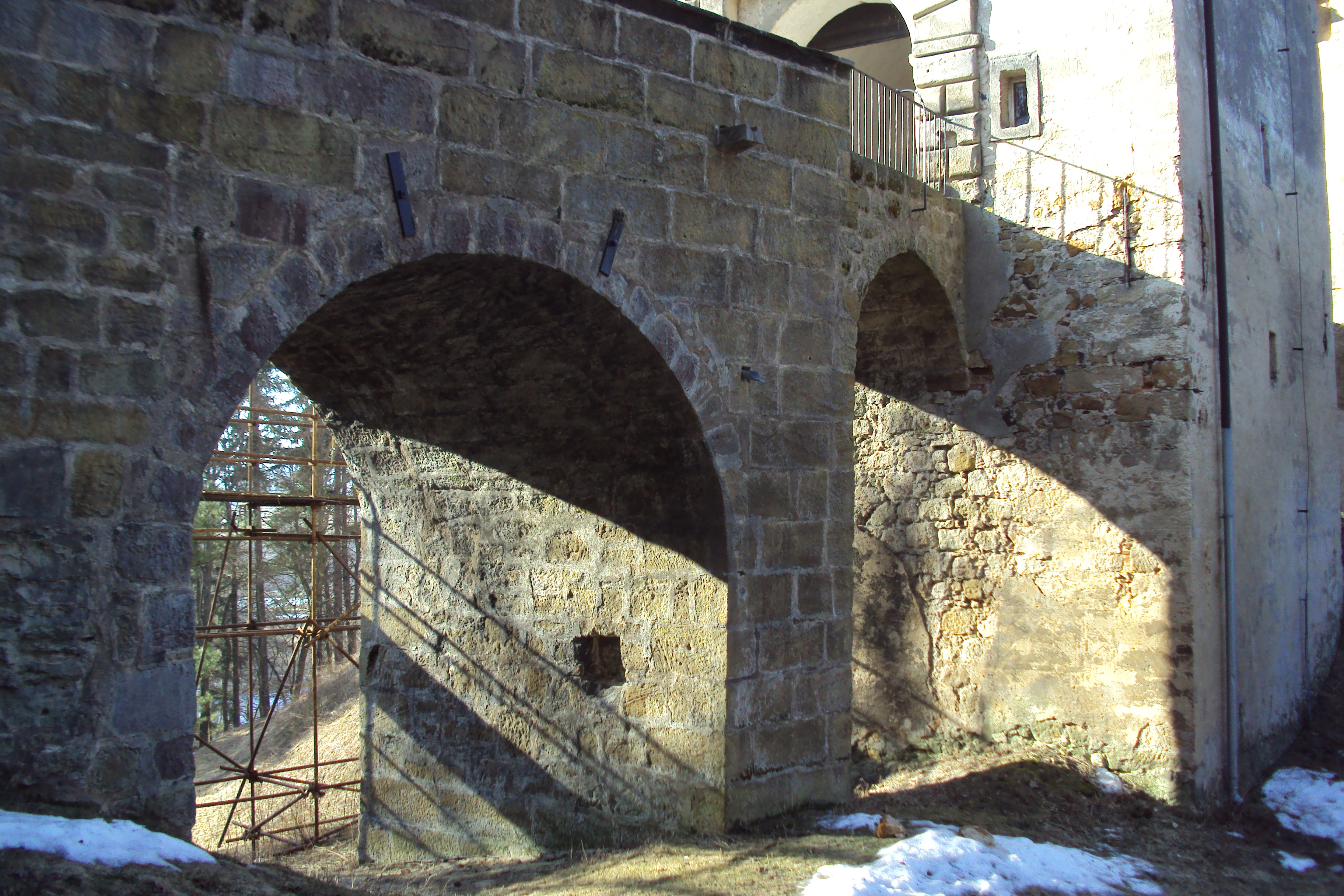
Most mezi věžovou bránou a zámeckým jádrem

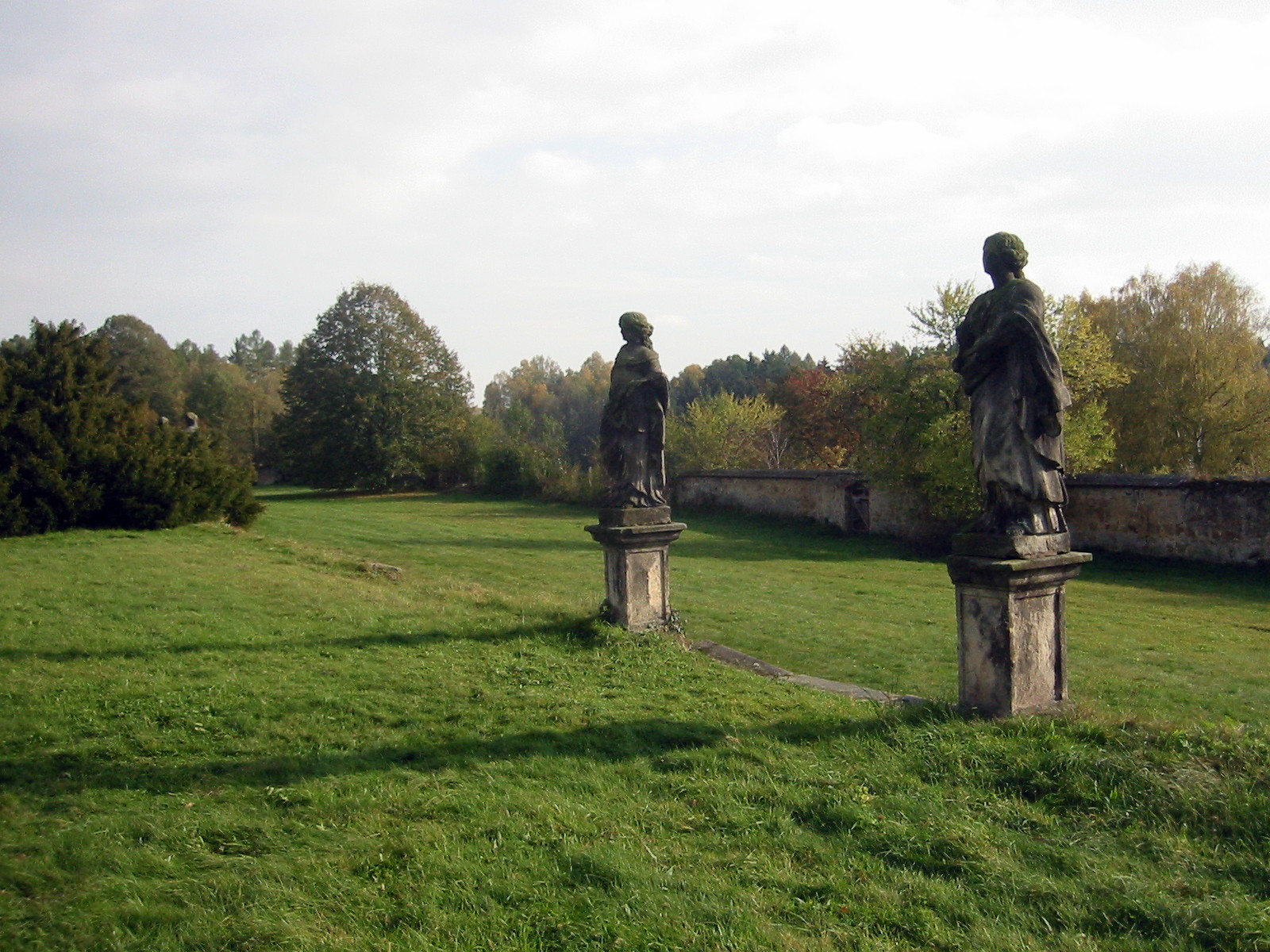
Zámecká zahrada

Je zachován nábytek, tzv. černá kuchyně a výzdoba zámku, proto se stává častým cílem návštěvníků. Byla zde obnovena původní barokní Zdislavina světnička, a nově vytvořena zbrojnice a expozice rodiny Liebiegů. Zámek je pod správou Národního památkového ústavu, územní památkové správy Sychrov a je přes zimu uzavřen.
Vedení zámku organizuje mimo výstav také koncerty a divadelní představení, v kapli jsou pořádány svatby a slouženy mše. Pro návštěvníky je k dispozici několik prohlídkových okruhů:
Reprezentační a soukromé prostoryHistorie zámku, zámecká kaple Seslání Ducha svatého, gotický interiér, renesanční interiér – jídelna, Bajkový sál s renesančním kazetovým stropem z roku 1610, který se skládá ze 77 desek s výjevy zvířecích bajek a německými nápisy a který objednal Jan z Donína, Rytířský sál s barokní štukovou výzdobou a sbírkou portrétů na stěnách a výjevy ze třicetileté války na stropě, nad krbem Adam a Eva drží alianční erb, barokní jídelna – tabulnice, apartmán posledních majitelů zámku Clam-Gallasů.
Provozní prostory zámkuProstory v přízemí západního a jižního křídla: Zdislavina světnička, která vznikla v 17. století při barokní přestavbě zámku jako památka na život svaté Zdislavy, malá zbrojnice, vrchnostenské byty a kancelář, chodba s loveckými trofejemi a Černá kuchyně, obydlí mlynáře.
Expozice historických stylůJedenáct stylizovaných interiérů ve stylu klasicismu (1. salon), empíru (2. salon, 3. ložnice), biedermeieru (4. manželská ložnice, 5. pracovna, 6. dívčí pokoj, 7. jídelna), historizujících slohů – druhého rokoka (8. salon), neorenesance (9. salon), secese (10. salon) a kubismu (11. pracovna). Délka: volná prohlídka bez průvodce. V letech 2009 až 2011 byla v 2. patře a depozitáři zámku unikátní sbírka 1500 kusů skla zkrachovalého Crystalexu Nový Bor. Sbírka je stěhována do Centra sklářského umění v městečku Sázava.